# Bobby Kirk
Robert „Bobby” Kirk (ur. 12 sierpnia 1927 w Arniston, zm. 1 lutego 2010 w Midlothian) – szkocki piłkarz grający na pozycji obrońcy.
W swojej karierze grał w trzech szkockich klubach: Dunfermline Athletic, Raith Rovers oraz Heart of Midlothian. Z tym ostatnim klubem dwukrotnie zdobył mistrzostwo Szkocji – w sezonach 1957/58 i 1959/60, a także Puchar Szkocji w sezonie 1955/56 oraz Puchar Ligi Szkockiej (dwukrotnie – w sezonach 1958/59 i 1959/60).